# Budești (okręg Vâlcea)
Budești – wieś w Rumunii, w okręgu Vâlcea, w gminie Budești. W 2011 roku liczyła 1376 mieszkańców.